# Дойбак, Эмин
Эмин Дойбак (тур. Emin Doybak; 1930, Кобе — 13 ноября 2009) — турецкий легкоатлет, выступавший в беге на средние дистанции и барьерном беге. Участник летних Олимпийских игр 1952 года.

## Биография
Эмин Дойбак родился в 1930 году в японском городе Кобе.
В 1951 году завоевал бронзовую медаль легкоатлетического турнира Средиземноморских игр в Александрии в эстафете 4х400 метров.
В 1952 году вошёл в состав сборной Турции на летних Олимпийских играх в Хельсинки. В беге на 400 метров занял в 1/8 финала предпоследнее, 6-е место, показав результат 51,34 секунды и уступив 2,52 секунды попавшему в четвертьфинал со 2-го места Гильермо Гутьерресу из Венесуэлы. В беге на 400 метров с барьерами занял в 1/8 финала последнее, 6-е место с результатом 56,6, уступив 1,8 секунды попавшему в четвертьфинал с 3-го места Ричарду Блэкмону из США. В эстафете 4х400 метров сборная Турции, за которую также были заявлены Доган Аджарбай, Кемаль Хорулу, Экрем Кочак и Джахит Онель, не вышла на старт.
Умер 13 ноября 2009 года.

## Личные рекорды
- Бег на 400 метров — 49,9 (1952)[5]
- Бег на 400 метров с барьерами — 55,0 (1954)[5]